# Den tyska fäktskolan
Den tyska fäktskolan (Deutsche Fechtschule) är det historiska stridssystem som undervisades i tysk-romerska riket under senmedeltiden, renässansen och tidig modern tid (1300- till 1700-talet), och som beskrevs i Fechtbücher (”fäkthandböcker”) på den tiden. Under perioden som den undervisades var den bekant under namnet Kunst des Fechtens eller ”fäktningskonsten”. Den består huvudsakligen av teknikerna för långsvärd (Langschwert) men beskriver också många andra typer av strid. Ett långsvärd används framförallt med två händer, men kan i vissa fall användas med en hand.

## Bakgrund
De flesta av författarna följer eller sägs följa traditionen från 1300-talets mästare Johannes Liechtenauer. Den äldsta bevarade kopian på Liechtenauers system återfinns i Nürnberger Handschrift, Ms. 3227a nedtecknad 1389. Det existerar ett tidigare manuskript, I:33, men det anses ofta inte tillhöra samma tradition, även om det uppenbarligen innehåller vissa likheter. Under 1400-talet till 1600-talet presenteras Liechtenauers verser i samband med förklarande text (så kallad Glossa). 
Systemet som beskrivs sätter stor betoning på enkelhet, snabbhet och effektivitet, detta utgör en dödlig kampsportsform för allvarlig strid. Senare utvecklingar har givit former som bättre lämpar sig som sport. Denna  historiska europeiska kampsport har upplevt ett nyvaknat intresse och har på senare tid vunnit många nya utövare. Exempel på föreningar som håller på med denna typ av fäktning är bland andra HEMA och SCA.

## Vapen
Den tyska fäkttraditionens fäktning innefattar inte enbart långsvärd, även om det ofta framhålls som grunden för fäktningen. I arsenalen återfinns också svärd och bucklare, dolk, pålyxa, messer, dussack, stavvapen, brottning (Ringen), beriden strid (rossfechten) och strid i rustning (harnischfechten).

## Principer och tekniker
Det är svårt att säga något generellt om principerna i den tyska skolan, men de grundläggande är att man ofta strider med en direkt och pressande fäktstil, där man tvingar motståndaren till försvar genom att ständigt utsätta denne för ett hot. I MS 3227a skriver författaren att det ska gå som en tråd mellan svärdet och närmsta öppning och det är ovanligt att man använder sig av blockerande parader, utan det vanligaste är att man gör mothugg, genom att låsa en linje och samtidigt utsätta motståndaren för ett hot som denne måste ta ställning till.
Brottningen (Ringen) sker i stort sett uteslutande stående. En trolig förklaring till detta är att det inte är lämpligt att ligga på marken om man slåss mot fler än en motståndare. Det existerar dock liggande tekniker, så vi kan sluta oss till att man också tränade sådana. Brottningen är en mycket viktig komponent i beväpnade kamper, framförallt i rustad kamp. I krönikor från medeltiden slutar ofta rustade kamper i brottning, eftersom det är svårt att penetrera en rusning med ett svärd.
Den vanliga bilden av klumpiga riddare och tunga svärd kommer helt på skam i den historiska kampkonsten och så även i den tyska traditionen. Enkel effektivitet och snabbhet tycks ha varit grunden för en på det hela taget pragmatiskt inriktad fäktning.
Liechtenauer presenterar 17 lektioner där han redogör för tekniker och principer för långsvärdet. Dessa tolkas sedan av andra utövare i de olika manuskripten.

### Orustad strid med tvåhandssvärd
Den främsta disciplinen är orustad (utan rustning) fäktning med långsvärd (Blossfechten).

### Attacker
Liechtenauer och en annan tysk mästare beskriver tre grundläggande sätt att skada med svärd. De kallas ibland ”drei wunder”, alltså "tre sårare" (möjligen är detta en ordlek eftersom det också kan betyda ”tre under”).
- Hauen, ”Hugg”: Ett hugg innebär att man slår/hugger med en av eggarna på svärd. Eggen som pekar åt samma håll som knogarna kallas för den långa eggen (eller den sanna eggen), medan eggen som pekar mot underarmen kallas för den korta eggen (eller den falska eggen). 
  - Oberhau, ”överhugg”: Ett slag som levereras ovanifrån mot angriparen.
  - Mittelhau, ”mellanhugg”: Ett slag som levereras i vågrätt läge mot angriparen.
  - Unterhau, ”underhugg”: Ett slag som levereras underifrån mot angriparen.
- Stechen, ”Stick”: En stöt som görs med spetsen på svärdet.
- Abschneiden, ”snitt eller skär”: Snitt/Skär attacker som görs med eggen av svärdet, genom att lägga eggen mot lämplig kroppsdel på motståndaren och därefter rycka till sig, skjuta fram eller att dra bladet längs kroppsdelen under tryck.

### Gardpositioner/Avvärjning

#### Grundläggande gardpositioner
- vom Tag: ”från tak/ovan”

En position med svärdet ovanför endera höger axel eller huvudet. Bladet bör peka vertikalt eller lutande i ungefär 45-graders lutning bakåt.
- Ochs: ”oxen”,

En position med svärdet intill sidan av huvudet och pekande framåt som ett horn, som siktar på motståndaren.
- Pflug: ”plogen”,

En position med svärdet intill endera sida av kroppen med knappen nära höften, pekande/siktande mot motståndarens bröstkorg eller ansikte. Några historiska handböcker påstår att när denna gardposition hålls på den högra sidan av kroppen skall den korta eggen visas uppåt, medan om den hålls på den vänstra sidan skall den korta eggen visas nedåt med tummen på bladet.
- Alber: ”dårens gard”

En position där man riktar svärdspetsen mot marken i en till synes dåraktig gardposition. När man står i dårens gardposition blottar man hela överkroppen och inbjuder således till attack, i stället har man utmärkt gard för de lägre kroppsdelarna.

#### Extra gardpositioner
Liechtenauer är eftertrycklig med att de fyra gardpositionerna är tillräckliga och alla andra positioner som har undervisats om kan härledas därifrån. Senare mästare beskriver mer utförliga varianter på gardpositionerna, vilka nämns kort härunder.
- Zornhut: ”vredesgard”
- Langort: ”lång spets”
- Wechsel: ”ändra/växla”
- Nebenhut: ”nära gardposition” eller ”sidgardposition”,
- Eisenport: ”ståldörren” som omnämns i 3227a som en icke Liechtenaueriansk gardposition :(identisk med porta di ferro av italiensk skola)
- Schlüssel: ”nyckel”
- Einhorn: ”enhörning”, en variant på oxen
- Schrankhut: ”barriärgard”

Följande kan inte kallas riktiga gardpositioner, utan är positioner som infaller mellan andra positioner, övergångspositioner.
- Hengetort: ”hängande spets”
- Kron: ”krona”, hålla svärdet nära huvudet med hjaltet intill hjässan med spetsen uppåt.

## Fäktning och sport
Under 1500-talet sker en tydlig sportifiering av fäktkonsten, kanske framförallt av långsvärdet. Anledningen kan mycket väl vara att det inte längre har samma bas utanför fäktskolornas väggar och att det därför mer handlar om något internt, för de initierade. Man fortsätter att citera Liechtenauer och skriva förklarande texter, men tilläggen är anmärkningsvärt många och strider ofta direkt mot Liechtenauers principer.

## Mästarna
MS 3227a nämner några av de mästare som ansågs vara Liechtenauers likar: Hanko Döbringer (som fått ge namn åt manuskriptet), Andres Jud, Jost von der Nyssen och Niklas Preuss. Om dessa män vet man i stort sett ingenting. Bland 1400-talsmästarna kan nämnas Sigmund Ringeck, Ott Jud, Jud Lew, Paulus Kal, Hans Talhoffer, Peter von Danzig, Johannes Leküchner, Hans von Speyer, Peter Falkner, Hans Wurm, Jörg Wilhalm, Joachim Meyer och Jacob Sutor, av vilka samtliga lämnat efter sig spår i form av manuskript eller liknande.